# New Zealand Music Awards
Die New Zealand Music Awards, Maori Ngā Tohu Puoro o Aotearoa, sind jährlich zu vergebene Auszeichnungen, mit denen Künstler der neuseeländischen Musikbranche für ihre herausragenden Leistungen geehrt werden. Seit 2004 werden die Auszeichnungen nach dem Hauptsponsor Vodafone New Zealand Music Awards benannt.

## Geschichte

### Loxene Golden Disc
Die Ursprünge des New Zealand Music Awards reichen zurück bis in das Jahr 1965, als die New Zealand Broadcasting Corporation (NZBC) die Idee entwickelte, einen neuseeländischen Musikpreis jährlich zu vergeben. Die Idee wurde dem damaligen populären Radio-DJ Neville Chamberlain unterbreitet, der seinerseits für die Suche eines Sponsors seine guten Kontakte zu Charles Haines nutzte, dem Inhaber einer Werbefirma. Über ihn gewann man schließlich den britischen Shampoo-Hersteller Reckitt & Colman als Hauptsponsor und die New Zealand Federation of the Phonographic Industry (NZFPI) zur Formulierung der Zugangsbedingungen und Definition der Entscheidungskriterien für die Jury. Der Preis, Loxene Golden Disc genannt, wurde 1965 erstmals vergeben und zeichnete in den folgenden sieben Jahren bis 1972 Musiker für ihre herausragenden Leistungen aus.

### Recording Arts Talent Award
Die NZFPI, die im Komitee des Loxene Golden Disc vertreten war, übernahm 1973 die Kontrolle der Preisverleihung, etablierte neue Strukturen und rief mit ihnen den Recording Arts Talent Award (RATA) ins Leben, der als Vorläufer des New Zealand Music Awards gilt. Während der Preis des Loxene Golden Disc besondere Singles auszeichnete, wurden mit dem RATA, der von 1973 bis 1976 vergeben wurde, Musik-Alben, Musiker, Produzenten und Techniker geehrt.

### RIANZ Music Awards
Finanzielle Probleme sowie politische Umbrüche führten 1977 dazu, dass die Musikindustrie in Neuseeland sich neu organisiert und die NZFPI sich in Phonographic Performances NZ (PPNZ) umbenannte. Sie gründete ein Jahr später die Recording Industry Association of NZ (RIANZ), mit der dann ab 1978 bis 1982 die RIANZ Music Awards vergeben wurden.

## New Zealand Music Awards
Ab dem Jahr 1983 wurde der Preis schließlich in New Zealand Music Awards umbenannt, erhielt dann aber ab 1992 den Namen der jeweiligen Hauptsponsoren des Preises dem Namen vorangestellt. So wurde die Ehrungen
- von 1987 unter dem Namen L&P New Zealand Music Awards,
- von 1988 unter Listener New Zealand Music Awards,
- von 1992 und 1993 unter Pepsi New Zealand Music Awards,
- von 1996 und 1997 unter Clear New Zealand Music Awards,
- von 1999 unter Coca-Cola New Zealand Music Awards,
- von 2000 bis 2003 unter Tui New Zealand Music Awards,
- von 2004 unter The Vodafone New Zealand Music Awards,
- und seit 2006 unter Vodafone New Zealand Music Awards vollzogen.[4]

Die Gewinner der einzelnen Auszeichnungen sind der Datenbank des Musikpreises zu entnehmen.